# Llista de monuments del districte de Sant Martí
Llista de monuments del districte de Sant Martí (Barcelona) inclosos en l'Inventari del Patrimoni Arquitectònic Català i en el catàleg de Patrimoni Arquitectònic de Barcelona.

## Monuments d'interès nacional
| Monument                                                                                   | Protecció       | Estil/època                                               | Localització                             | Coordenades                                          | Codi?         | Imatge |
| ------------------------------------------------------------------------------------------ | --------------- | --------------------------------------------------------- | ---------------------------------------- | ---------------------------------------------------- | ------------- | --- |
| Can Ricart                                                                                 | BCIN 3930-CH-EN | Neoclassicisme, obra popular XIX-XX                       | Barcelona C. Perú, 104 - c. Bolívia, 180 | 41° 24′ 31″ N, 2° 11′ 54″ E / 41.408749°N,2.198263°E | RI-53-0000631 | Can Ricart (Barcelona) · Vegeu més fotos d'aquest monument · Carregueu una nova foto d'aquest monument                                      |
| Dipòsit de les Aigües del Parc de la Ciutadella, Biblioteca de la Universitat Pompeu Fabra | BCIN 4681-MH-EN | Arquitectura industrial Josep Fontserè i Mestre 1874-1880 | Barcelona C. Wellington, 46-48           | 41° 23′ 26″ N, 2° 11′ 20″ E / 41.390482°N,2.188966°E | IPA-40491     | Dipòsit de les Aigües del Parc de la Ciutadella (Barcelona) · Vegeu més fotos d'aquest monument · Carregueu una nova foto d'aquest monument |

## Monuments d'interès local
Monuments declarats com béns culturals d'interès local (BCIL), inclosos en el Catàleg de Patrimoni Arquitectònic de Barcelona amb el nivell de protecció B.
| Monument                                                                     | Protecció | Estil/època                                                                    | Localització                                                                               | Coordenades                                          | Codi?     | Imatge |
| ---------------------------------------------------------------------------- | --------- | ------------------------------------------------------------------------------ | ------------------------------------------------------------------------------------------ | ---------------------------------------------------- | --------- | --- |
| Ca l'Arnó                                                                    | BCIL 2000 | Obra popular Segle XVII                                                        | Barcelona C. Rector de Vallfogona, 1-9 - c. Treball - c. Fondal de Sant Martí - c. Menorca | 41° 25′ 13″ N, 2° 11′ 49″ E / 41.42023°N,2.196973°E  | IPA-30294 | Ca l'Arnó (Barcelona) · Vegeu més fotos d'aquest monument · Carregueu una nova foto d'aquest monument                                       |
| Can Cadena                                                                   | BCIL 2000 | Obra popular XVII-XVIII                                                        | Barcelona C. Agricultura, 303 - c. Menorca                                                 | 41° 25′ 14″ N, 2° 11′ 52″ E / 41.420533°N,2.197786°E | IPA-30295 | Can Cadena (Barcelona) · Vegeu més fotos d'aquest monument · Carregueu una nova foto d'aquest monument                                      |
| Escola Municipal d'Arts i Oficis, Escola Zafra                               | BCIL 2000 | Modernisme Pere Falqués i Antoni de Falguera 1911                              | Barcelona C. Rogent, 51                                                                    | 41° 24′ 38″ N, 2° 10′ 59″ E / 41.410477°N,2.182931°E | IPA-30297 | Escola Municipal d'Arts i Oficis (Barcelona) · Vegeu més fotos d'aquest monument · Carregueu una nova foto d'aquest monument                |
| Fàbrica de Farines Sant Jaume, La Farinera del Clot                          | BCIL 2000 | Modernisme Joan Sellarés 1908-09                                               | Barcelona C. Clot, 2B - Gran Via Corts Catalanes, 835                                      | 41° 24′ 19″ N, 2° 11′ 17″ E / 41.405262°N,2.187985°E | IPA-30300 | Fàbrica de Farines Sant Jaume (Barcelona) · Vegeu més fotos d'aquest monument · Carregueu una nova foto d'aquest monument                   |
| Productes Frigo SA                                                           | BCIL 2006 | Darreres tendències Joaquim Romaguera Llach 1959                               | Barcelona C. Perú, 84-102 - c. Bilbao, 140-156                                             | 41° 24′ 30″ N, 2° 11′ 47″ E / 41.40835°N,2.19649°E   | IPA-37608 | Productes Frigo SA (Barcelona) · Vegeu més fotos d'aquest monument · Carregueu una nova foto d'aquest monument                              |
| Ca l'Aranyó                                                                  | BCIL 2000 | Arquitectura del ferro Josep Marimon i Cot 1872                                | Barcelona C. Llacuna, 123-135 - c. Roc Boronat - c. Bolívia - c. Tànger - av. Diagonal     | 41° 24′ 15″ N, 2° 11′ 39″ E / 41.404052°N,2.194175°E | IPA-40086 | Ca l'Aranyó (Barcelona) · Vegeu més fotos d'aquest monument · Carregueu una nova foto d'aquest monument                                     |
| Cementiri del Poblenou, Cementiri de l'Est                                   | BCIL 2000 | Neoclassicisme Antonio Ginesi; Joan Nolla i Josep Nolla 1775; 1816-17; 1849-52 | Barcelona Av. Icària - c. Taulat - c. Carmen Amaya                                         | 41° 23′ 42″ N, 2° 12′ 05″ E / 41.395124°N,2.201523°E | IPA-40489 | Cementiri del Poblenou (Barcelona) · Vegeu més fotos d'aquest monument · Carregueu una nova foto d'aquest monument                          |
| Ca la Vila, seu del Districte de Sant Martí                                  | BCIL 2000 | Eclecticisme Pere Falqués i Urpí 1865-1868, 1888                               | Barcelona Pl. Valentí Almirall, 1 - c. Sant Joan de Malta - c. Edison                      | 41° 24′ 32″ N, 2° 11′ 31″ E / 41.408890°N,2.192021°E | IPA-40490 | Ca la Vila (Barcelona) · Vegeu més fotos d'aquest monument · Carregueu una nova foto d'aquest monument                                      |
| Església i rectoria de Sant Martí de Provençals, església de Sant Martí Vell | BCIL 2000 | Gòtic Joan Sellerer i Joan Aymerich Segles XV-XVII                             | Barcelona C. Fondal de Sant Martí, 30-34 - pl. Ignasi Juliol, 2-4                          | 41° 25′ 15″ N, 2° 11′ 49″ E / 41.420826°N,2.1969°E   | IPA-41221 | Església i rectoria de Sant Martí de Provençals (Barcelona) · Vegeu més fotos d'aquest monument · Carregueu una nova foto d'aquest monument |
| Escola Casas, Torre de la Comanda de Sant Joan                               | BCIL 2000 | Obra popular, noucentisme Josep Goday i Casals Segle XVII; 1930-33             | Barcelona Pl. Valentí Almirall, 6-9                                                        | 41° 24′ 30″ N, 2° 11′ 33″ E / 41.408282°N,2.192464°E | IPA-41226 | Escola Casas (Barcelona) · Vegeu més fotos d'aquest monument · Carregueu una nova foto d'aquest monument                                    |
| Fàbrica la Escocesa                                                          | BCIL 2000 | Obra popular industrial 1852                                                   | Barcelona C. Pere IV, 327-361 - c. Bolívia, 272-280                                        | 41° 24′ 41″ N, 2° 12′ 14″ E / 41.411295°N,2.203909°E | IPA-41230 | Fàbrica la Escocesa (Barcelona) · Vegeu més fotos d'aquest monument · Carregueu una nova foto d'aquest monument                             |
| Indústries Waldes                                                            | BCIL 2000 | Obra popular Dario Daura 1919                                                  | Barcelona C. Ramon Turró, 111-129                                                          | 41° 23′ 46″ N, 2° 11′ 52″ E / 41.396067°N,2.197657°E | IPA-41231 | Indústries Waldes (Barcelona) · Vegeu més fotos d'aquest monument · Carregueu una nova foto d'aquest monument                               |
| Can Gili Nou                                                                 | BCIL 2000 | Obra popular industrial 1876-1880; 1886                                        | Barcelona C. Taulat, 3-11                                                                  | 41° 23′ 43″ N, 2° 12′ 03″ E / 41.395319°N,2.200839°E | IPA-41233 | Can Gili Nou (Barcelona) · Vegeu més fotos d'aquest monument · Carregueu una nova foto d'aquest monument                                    |
| Xemeneia Macosa                                                              | BCIL 2000 | Darreres tendències Dècada del 1950                                            | Barcelona C. Llull, 328-332 - c. Provençals                                                | 41° 24′ 24″ N, 2° 12′ 36″ E / 41.406775°N,2.210049°E | IPA-42455 | Xemeneia Macosa (Barcelona) · Vegeu més fotos d'aquest monument · Carregueu una nova foto d'aquest monument                                 |
| Can Planes                                                                   | BCIL 2000 | Segle XVI-XVII                                                                 | Barcelona C. Selva del Camp, 1-19                                                          | 41° 25′ 16″ N, 2° 11′ 46″ E / 41.421219°N,2.196116°E | IPA-42456 | Can Planes (Barcelona) · Vegeu més fotos d'aquest monument · Carregueu una nova foto d'aquest monument                                      |
| Torre de les Aigües del Besòs, Torre d'aigües Macosa                         | BCIL 2000 | Eclecticisme Pere Falqués i Urpí 1880-82                                       | Barcelona C. Selva de Mar, 9                                                               | 41° 24′ 21″ N, 2° 12′ 44″ E / 41.405814°N,2.212285°E | IPA-42458 | Torre de les Aigües del Besòs (Barcelona) · Vegeu més fotos d'aquest monument · Carregueu una nova foto d'aquest monument                   |
| Ca l'Illa, Vicente Illa SA                                                   | BCIL 2000 | Art Déco Carlos Martínez Sánchez 1930, 1940                                    | Barcelona C. Bolívia, 340-362 - c. Puigcerdà - c. Marroc - c. Maresme                      | 41° 24′ 59″ N, 2° 12′ 33″ E / 41.416473°N,2.209230°E | IPA-42459 | Ca l'Illa (Barcelona) · Vegeu més fotos d'aquest monument · Carregueu una nova foto d'aquest monument                                       |
| Gal i Puigsech, actualment Palo Alto                                         | BCIL 2000 | Antoni Vila i Bruguera 1875                                                    | Barcelona C. Pellaires, 30-38 - c. Ferrers, 11-15                                          | 41° 24′ 18″ N, 2° 12′ 38″ E / 41.404998°N,2.210683°E | IPA-42460 | Gal i Puigsech (Barcelona) · Vegeu més fotos d'aquest monument · Carregueu una nova foto d'aquest monument                                  |
| Farmàcia Almirall                                                            | BCIL 2016 | XIX                                                                            | Barcelona C. Maria Aguiló, 125                                                             | 41° 24′ 00″ N, 2° 12′ 18″ E / 41.400033°N,2.205123°E | IPA-43603 | Farmàcia Almirall (Barcelona) · Vegeu més fotos d'aquest monument · Carregueu una nova foto d'aquest monument                               |
| Conjunt de Sant Martí de Provençals                                          | BCIL 2000 | XV                                                                             | Barcelona C. Selva del Camp, 2-4 - c. Menorca                                              | 41° 25′ 14″ N, 2° 11′ 50″ E / 41.4205°N,2.1971°E     | IPA-53289 | Conjunt de Sant Martí de Provençals (Barcelona) · Vegeu més fotos d'aquest monument · Carregueu una nova foto d'aquest monument             |

## Altres monuments inventariats
Altres monuments inclosos a l'Inventari del Patrimoni Arquitectònic Català.
| Monument | Protecció | Estil/època                                                  | Localització                                                            | Coordenades                                          | Codi?     | Imatge |
| --- | --------- | ------------------------------------------------------------ | ----------------------------------------------------------------------- | ---------------------------------------------------- | --------- | --- |
| Can Riera |           | Obra popular XVII-XVIII                                      | Barcelona C. Santander, 33-41                                           | 41° 25′ 32″ N, 2° 11′ 52″ E / 41.425535°N,2.197640°E | IPA-30291 | Can Riera (Barcelona) · Vegeu més fotos d'aquest monument · Carregueu una nova foto d'aquest monument                                       |
| Can Sabadell |           | Obra popular XX                                              | Barcelona Rambla de Prim, 247-255                                       | 41° 25′ 37″ N, 2° 11′ 52″ E / 41.426859°N,2.197809°E | IPA-30292 | Can Sabadell (Barcelona) · Vegeu més fotos d'aquest monument · Carregueu una nova foto d'aquest monument                                    |
| Conjunt de Can Robacols |           | Obra popular XIX                                             | Barcelona Passatge Robacols - c. Rossend Nobas 37                       | 41° 24′ 33″ N, 2° 11′ 23″ E / 41.40911°N,2.18959°E   | IPA-30298 | Conjunt de Can Robacols (Barcelona) · Vegeu més fotos d'aquest monument · Carregueu una nova foto d'aquest monument                         |
| Ca l'Agustí |           | Obra popular 1945                                            | Barcelona C. Pere IV, 433-435                                           | 41° 24′ 52″ N, 2° 12′ 23″ E / 41.414425°N,2.206267°E | IPA-30302 | Ca l'Agustí (Barcelona) · Vegeu més fotos d'aquest monument · Carregueu una nova foto d'aquest monument                                     |
| Can Miralletes |           | Obra popular XVII                                            | Barcelona C. Conca, 47 - c. Sant Antoni Maria Claret 310                | 41° 24′ 50″ N, 2° 10′ 44″ E / 41.41395°N,2.17891°E   | IPA-30304 | Can Miralletes (Barcelona) · Vegeu més fotos d'aquest monument · Carregueu una nova foto d'aquest monument                                  |
| Parc del Clot |           | 1986                                                         | Barcelona C. dels Escultors Claperós, 36                                | 41° 24′ 29″ N, 2° 11′ 26″ E / 41.408056°N,2.190556°E | IPA-40650 | Parc del Clot (Barcelona) · Vegeu més fotos d'aquest monument · Carregueu una nova foto d'aquest monument                                   |
| Parc Diagonal Mar |           | Darreres tendències 1997-2002                                | Barcelona C. Llull, 362                                                 | 41° 24′ 33″ N, 2° 12′ 51″ E / 41.40912°N,2.21415°E   | IPA-40651 | Parc Diagonal Mar (Barcelona) · Vegeu més fotos d'aquest monument · Carregueu una nova foto d'aquest monument                               |
| Torre Glòries, Torre Agbar |           | Darreres tendències 1999                                     | Barcelona Av. Diagonal, 211                                             | 41° 24′ 12″ N, 2° 11′ 22″ E / 41.403333°N,2.189444°E | IPA-40657 | Torre Glòries (Barcelona) · Vegeu més fotos d'aquest monument · Carregueu una nova foto d'aquest monument                                   |
| Can Framis |           | Obra popular, darreres tendències XIX, XXI                   | Barcelona C. Tànger, 122-140 - c. Sancho de Avila, 141-161              | 41° 24′ 14″ N, 2° 11′ 40″ E / 41.403773°N,2.194582°E | IPA-41232 | Can Framis (Barcelona) · Vegeu més fotos d'aquest monument · Carregueu una nova foto d'aquest monument                                      |
| Pavelló d'entrada de La Unión Metalúrgica |           | Modernisme Josep Plantada i Artigas XX (1914)                | Barcelona C. Almogàvers, 119-123                                        | 41° 23′ 50″ N, 2° 11′ 24″ E / 41.397262°N,2.190022°E | IPA-41234 | La Unión Metalúrgica (Barcelona) · Vegeu més fotos d'aquest monument · Carregueu una nova foto d'aquest monument                            |
| Can Saladrigas, Centre Cultural, Biblioteca Manuel Arranz de Poblenou |           | Arquitectura industrial XIX                                  | Barcelona C. de Joncar, 35-45                                           | 41° 24′ 05″ N, 2° 12′ 15″ E / 41.401275°N,2.204269°E | IPA-42733 | Can Saladrigas (Barcelona) · Vegeu més fotos d'aquest monument · Carregueu una nova foto d'aquest monument                                  |
| Casino L'Aliança |           | Eclecticisme monumentalista Amadeu Llopart Vilalta 1929-1944 | Barcelona Rbla. del Poblenou, 42 - c. Ramon Turró, 208 - c. Joncar, 4-6 | 41° 23′ 59″ N, 2° 12′ 12″ E / 41.3997°N,2.203294°E   | IPA-42739 | Casino L'Aliança (Barcelona) · Vegeu més fotos d'aquest monument · Carregueu una nova foto d'aquest monument                                |
| Centre de Convencions Internacional de Barcelona (CCIB) |           | Darreres tendències 2000-2004                                | Barcelona Pl. Willy Brandt, 11-14                                       | 41° 24′ 37″ N, 2° 13′ 10″ E / 41.410174°N,2.219473°E | IPA-42740 | Centre de Convencions Internacional de Barcelona · Vegeu més fotos d'aquest monument · Carregueu una nova foto d'aquest monument            |
| Comissió Nacional dels Mercats i la Competència (CNMC) |           | Darreres tendències 2008-2010                                | Barcelona C. Bolívia, 56                                                | 41° 24′ 10″ N, 2° 11′ 28″ E / 41.402890°N,2.191157°E | IPA-42741 | Comissió Nacional dels Mercats i la Competència (Barcelona) · Vegeu més fotos d'aquest monument · Carregueu una nova foto d'aquest monument |
| Disseny Hub Barcelona, Museu del Disseny de Barcelona, Foment de les Arts i del Disseny, Barcelona Centre de Disseny, Biblioteca el Clot - Josep Benet, Barcelona Centre de Disseny |           | Darreres tendències 2001-2013                                | Barcelona Pl. de les Glòries Catalanes, 37-38                           | 41° 24′ 08″ N, 2° 11′ 15″ E / 41.402222°N,2.1875°E   | IPA-42742 | Disseny Hub Barcelona · Vegeu més fotos d'aquest monument · Carregueu una nova foto d'aquest monument                                       |
| Museu Blau, Edifici Fòrum, Auditori Fòrum |           | Darreres tendències 2001-2004                                | Barcelona Rbla. de Prim, 2-4 - pl. Leonardo da Vinci 4-5                | 41° 24′ 40″ N, 2° 13′ 14″ E / 41.411111°N,2.220611°E | IPA-42746 | Museu Blau (Barcelona) · Vegeu més fotos d'aquest monument · Carregueu una nova foto d'aquest monument                                      |
| Hotel Princess |           | Darreres tendències 2000-2004                                | Barcelona Av. Diagonal, 1                                               | 41° 24′ 38″ N, 2° 13′ 06″ E / 41.410556°N,2.218333°E | IPA-42747 | Hotel Princess (Barcelona) · Vegeu més fotos d'aquest monument · Carregueu una nova foto d'aquest monument                                  |
| Diagonal Zero Zero, Diagonal 00, Torre Telefónica |           | Darreres tendències 2008-2011                                | Barcelona Pl. d'Ernest Lluch i Martín, 5                                | 41° 24′ 43″ N, 2° 13′ 13″ E / 41.412012°N,2.220321°E | IPA-42750 | Diagonal Zero Zero (Barcelona) · Vegeu més fotos d'aquest monument · Carregueu una nova foto d'aquest monument                              |
| Torre Mediapro, Edifici Imagina Centre Audiovisual |           | Darreres tendències 2005-2008                                | Barcelona Av. Diagonal, 177                                             | 41° 24′ 17″ N, 2° 11′ 35″ E / 41.404593°N,2.193003°E | IPA-42751 | Torre Mediapro (Barcelona) · Vegeu més fotos d'aquest monument · Carregueu una nova foto d'aquest monument                                  |
| Hotel Habitat Sky |           | Darreres tendències 2002-2007                                | Barcelona C. Pere IV, 272                                               | 41° 24′ 22″ N, 2° 12′ 03″ E / 41.406178°N,2.200794°E | IPA-42754 | Hotel Habitat Sky (Barcelona) · Vegeu més fotos d'aquest monument · Carregueu una nova foto d'aquest monument                               |
| Edifici Media-TIC |           | Darreres tendències 2007-2009                                | Barcelona C. Sancho de Ávila, 133                                       | 41° 24′ 09″ N, 2° 11′ 40″ E / 41.402472°N,2.194556°E | IPA-42805 | Edifici Media-TIC (Barcelona) · Vegeu més fotos d'aquest monument · Carregueu una nova foto d'aquest monument                               |
| Edifici Jaume I, Universitat Pompeu Fabra |           | 1988-1996                                                    | Barcelona C. Ramón Trias Fargas, 23-25                                  | 41° 23′ 21″ N, 2° 11′ 31″ E / 41.38917°N,2.19193°E   | IPA-46074 | Edifici Jaume I (Barcelona) · Vegeu més fotos d'aquest monument · Carregueu una nova foto d'aquest monument                                 |
| Bloc d'habitatges a la Vila Olímpica |           | 1989-1992                                                    | Barcelona C. Arquitecte Sert, 18-20 - av. Icària, 174-184               | 41° 23′ 29″ N, 2° 11′ 55″ E / 41.39139°N,2.19869°E   | IPA-46080 | Bloc d'habitatges a la Vila Olímpica (Barcelona) · Vegeu més fotos d'aquest monument · Carregueu una nova foto d'aquest monument            |
| Pavelló municipal de la Nova Icària |           | 1990-1994                                                    | Barcelona Av. Icària, 167                                               | 41° 23′ 32″ N, 2° 11′ 52″ E / 41.39219°N,2.19772°E   | IPA-46084 | Pavelló municipal de la Nova Icària (Barcelona) · Vegeu més fotos d'aquest monument · Carregueu una nova foto d'aquest monument             |
| Centre Meteorològic Territorial |           | 1990-1992                                                    | Barcelona Pg. Marítim de la Vil·la Olímpica - av. Litoral, 36-40        | 41° 23′ 23″ N, 2° 12′ 00″ E / 41.38969°N,2.20007°E   | IPA-46090 | Centre Meteorològic Territorial (Barcelona) · Vegeu més fotos d'aquest monument · Carregueu una nova foto d'aquest monument                 |
| Habitatges socials al carrer Pallars, 299-317 |           | Racionalisme 1958-1959                                       | Barcelona C. Pallars, 299-317                                           | 41° 24′ 20″ N, 2° 12′ 12″ E / 41.40546°N,2.20332°E   | IPA-46093 | Habitatges socials al carrer Pallars, 299-317 (Barcelona) · Vegeu més fotos d'aquest monument · Carregueu una nova foto d'aquest monument   |
| CEIP La Farigola del Clot |           | Postmodernisme, Escola de Barcelona 1977-1980                | Barcelona C. Hernán Cortés, 22                                          | 41° 24′ 23″ N, 2° 11′ 20″ E / 41.40628°N,2.18884°E   | IPA-46102 | CEIP La Farigola del Clot (Barcelona) · Vegeu més fotos d'aquest monument · Carregueu una nova foto d'aquest monument                       |
| Conjunt d'habitatges Tirant lo Blanc |           | 1989-1992                                                    | Barcelona Pl. Tirant lo Blanc, 1-9                                      | 41° 23′ 35″ N, 2° 12′ 02″ E / 41.3930°N,2.2006°E     | IPA-46112 | Conjunt d'habitatges Tirant lo Blanc (Barcelona) · Vegeu més fotos d'aquest monument · Carregueu una nova foto d'aquest monument            |
| Vila Olímpica i Port Olímpic |           | 1985-1992                                                    | Barcelona Barri de la Vila Olímpica del Poblenou                        | 41° 23′ 23″ N, 2° 11′ 48″ E / 41.3898°N,2.1966°E     | IPA-46124 | Vila Olímpica i Port Olímpic (Barcelona) · Vegeu més fotos d'aquest monument · Carregueu una nova foto d'aquest monument                    |
| Casa Nativitat Vedruna |           | Racionalisme Joan Baca Reixach XX                            | Barcelona C. Navas de Tolosa, 238-240                                   | 41° 24′ 48″ N, 2° 11′ 22″ E / 41.41343°N,2.18952°E   | IPA-46471 | Casa Nativitat Vedruna (Barcelona) · Vegeu més fotos d'aquest monument · Carregueu una nova foto d'aquest monument                          |
| Casa Ramon Serra |           | Noucentisme, racionalisme Ramon Puig i Gairalt XX            | Barcelona C. València, 617 - c. Sibelius, 1                             | 41° 24′ 36″ N, 2° 11′ 11″ E / 41.41011°N,2.18632°E   | IPA-46472 | Casa Ramon Serra (Barcelona) · Vegeu més fotos d'aquest monument · Carregueu una nova foto d'aquest monument                                |
| Casa Aguilera, Casa Antònia Serra i Mas |           | Noucentisme Ramon Puig i Gairalt 1926                        | Barcelona C. Pallars, 151 - c. Pere IV, 102                             | 41° 23′ 57″ N, 2° 11′ 42″ E / 41.39923°N,2.19501°E   | IPA-50874 | Casa Aguilera (Barcelona) · Vegeu més fotos d'aquest monument · Carregueu una nova foto d'aquest monument                                   |